# Henri Place
Henri Place (Parigi, 5 aprile 1812 – Parigi, 9 settembre 1880) è stato un pittore francese.

## Biografia
Henri Place fu un banchiere e paesaggista, allievo di Eugène Isabey.
Partecipò ai Salons dal 1846. Ottenne la medaglia di 3ª classe al Salon del 1847 e una medaglia di 2ª classe al Salon del 1848. Espose all'Esposizione Universale del 1855.
Fu nominato cavaliere della Legion d'Onore il 2 gennaio 1855.
Il castello di Dieppe conserva il suo dipinto Le scogliere di Étretat.

## Opere esposte ai Saloni
- 1846 : Falaise d'Étretat.
- 1847 : Vue du pont d'Espagne, près Cauterets (Hautes-Pyrénées) ; Barque de pêcheur, dans le fond le port et la ville de Saint-Sébastien.
- 1848 : Vue du Pic du Midi, de Pau (Basses-Pyrénées) , Environs de Cherbourg.
- 1849 : Vue prise au Rosenlaui (canton de Berne) ; Marine ; Marine, falaise de Douvres.
- 1855 : deux Nature mortes, Souvenir d'Étretat.